# Tomasz Jodłowiec
Tomasz Jodłowiec (Żywiec, 8 september 1985) is een Pools voetballer. Hij speelt als centrale verdediger of controlerende middenvelder voor Legia Warschau in de Ekstraklasa. Sinds 2008 komt hij ook uit voor het Pools voetbalelftal.

## Clubcarrière
Jodłowiec begon met voetballen bij het plaatselijke Koszarawa Żywiec, alvorens over te stappen naar SMS Bielsko-Biała , UKS SMS Łódź en ten slotte naar Widzew Łódź, waar hij in het eerste elftal terechtkwam. Een jaar later ging hij naar ŁKS Łódź en weer een jaar later ging hij naar Podbeskidzie Bielsko-Biała.
Ondanks zijn succesvolle verblijf in Bielsko-Biała, ging hij in de zomer van 2006 naar Dyskobolia Grodzisk Wielkopolski, waarvoor hij in de Ekstraklasa uitkwam. In 2007 en 2008 won hij met Dyskobolia de Puchar Ekstraklasy, een van de twee bekers in het Pools voetbal. In 2007 won Dyskobolia ook de Puchar Polski, de andere bekercompetitie in Polen.
Na twee jaar bij Dyskobolia ging Jodłowiec naar Polonia Warschau, waar hij vier jaar bleef en bijna honderd competitiewedstrijden speelde. In 2012 ging hij naar Śląsk Wrocław, waar hij meteen de Poolse supercup won, alvorens over te stappen naar Polonia's rivaal Legia Warschau in februari 2013, ondanks serieuze interesse van SSC Napoli. In zijn eerste half jaar bij de Poolse topclub won hij gelijk het kampioenschap.

## Interlandcarrière

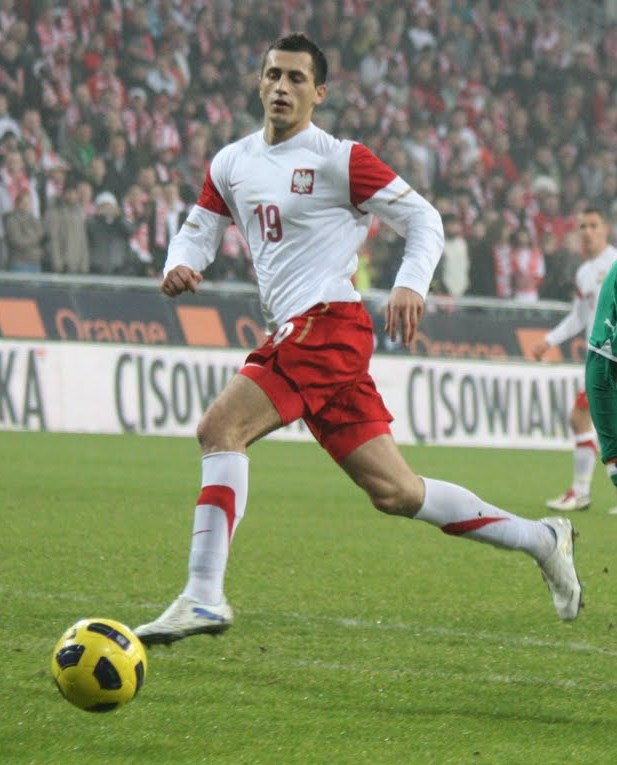
Jodłowiec spelend voor Polen

Jodłowiec debuteerde op 11 oktober 2008 namens het Pools voetbalelftal in de WK-kwalificatiewedstrijd tegen Tsjechië als invaller. Twee maanden later mocht hij tegen Servië voor het eerst 90 minuten spelen voor de nationale ploeg. Hij maakte in juni 2011 tegen Frankrijk een eigen doelpunt, dat het enige doelpunt in de wedstrijd betekende en dus verloor Polen met 0–1. Met Polen nam Jodłowiec in juni 2016 deel aan het Europees kampioenschap voetbal 2016 in Frankrijk. Polen werd in de kwartfinale na strafschoppen uitgeschakeld door Portugal (1–1, 3–5). Jakub Błaszczykowski was de enige speler die miste.

## Erelijst
Dyskobolia Grodzisk Wielkopolski
- Puchar Polski

2006/07
- Puchar Ekstraklasy

2006/07, 2007/08
 Śląsk Wrocław
- Poolse supercup

2012
 Legia Warschau
- Ekstraklasa

2012/13, 2015/16
- Puchar Polski

2012/13, 2014/15, 2015/16